# Rafael Roca Ortega
Rafael Roca Ortega, también Rafael Roca de Ortega (n. 1910 - Madrid, 21 de abril de 1934) fue un joven estudiante de ideología conservadora asesinado en Madrid en abril de 1934 por varios desconocidos. 

## Biografía
Rafael Roca Ortega era estudiante de Derecho y militante de la Juventud de Acción Popular, la rama juvenil del partido de José María Gil-Robles durante la Segunda República Española. 
Atentado
La tarde del viernes 20 de abril de 1934 hubo manifestaciones en Madrid de jóvenes comunistas que protestaban por la organización de un acto político de las Juventudes de Acción Popular en El Escorial. Los manifestantes se dispersaron tras las cargas policiales. Sobre las 18:30 horas, una treintena de manifestantes se dirigió a la calle de Alfonso XI, donde se encontraba la sede de Acción Popular y las oficinas y talleres del diario El Debate. Se oyeron unos disparos contra la sede del partido y cayeron al suelo dos guardias de Asalto que prestaban servicio en el edificio y montaban a caballo y dos jóvenes que salían de la sede popular. Los policías repelieron la agresión y se oyeron al menos 40 disparos en unos tres o cuatro minutos -sigue la crónica periodística. Los caballos resultaron acribillados a balazos. Los heridos fueron trasladados a la Casa de Socorro del distrito del Hospicio. Uno de los heridos, Rafael Roca Ortega, en estado grave, murió pocas horas después, a las 2:00 horas del 21 de abril, a los 23 años de edad.  A uno de los policías, hubo de amputársele una pierna. 
Detenidos
Uno de los jóvenes que resultó herido de bala, Diego Avellán Cerezo, militante comunista, fue detenido por la policía.  Sin embargo, como en otros asesinatos de jóvenes activistas, la policía no avanzó en las pesquisas.  
Acto en El Escorial
Durante el mitin de El Escorial, celebrado el domingo 22 de abril de 1934, el dirigente José María Valiente afirmó que con la muerte de Roca Ortega eran 13 los activistas del partido muertos. 
El partido Acción Popular y sus distintas organizaciones celebraron funerales en todas las provincias españolas el lunes 30 de abril de 1934.